# Juan Galo Leguizamón
Juan Galo de Leguizamón y Salinas (Salta, 16 de octubre de 1785 - San Miguel de Tucumán, 29 de noviembre de 1868) fue un político, comerciante y militar argentino que participó en la Guerra de la Independencia, en la Guerra Gaucha y en las guerras civiles argentinas. La casa de su vivienda en Salta fue declarada Monumento Histórico Nacional en 1979 y es actualmente el Museo Casa de Leguizamón.

## Biografía

### Familia
Contrajo matrimonio (por poder) en Córdoba en 1830 con Mercedes Goycoechea y Grimau, quien falleció en 1833 como consecuencia del parto de su hijo Juan Martín Leguizamón Goycoechea. Segundas nupcias en 1839 en Salta con Carlota Cobo de Ugarteche (Salta, 1821-1900; hija de Manuela Josefa de Ugarteche y Posadas y del Sgto. Mayor Juan Manuel López Cobo), siendo padres de Asunción, Delfín, Ángela, Juan José, Mercedes, Manuela y Carlota Leguizamón Cobo.
Además, fueron sus hijos extramatrimoniales, posiblemente entre otros: Felipe Santiago Leguizamón Gauna, Francisco y José Leguizamón Castellanos.

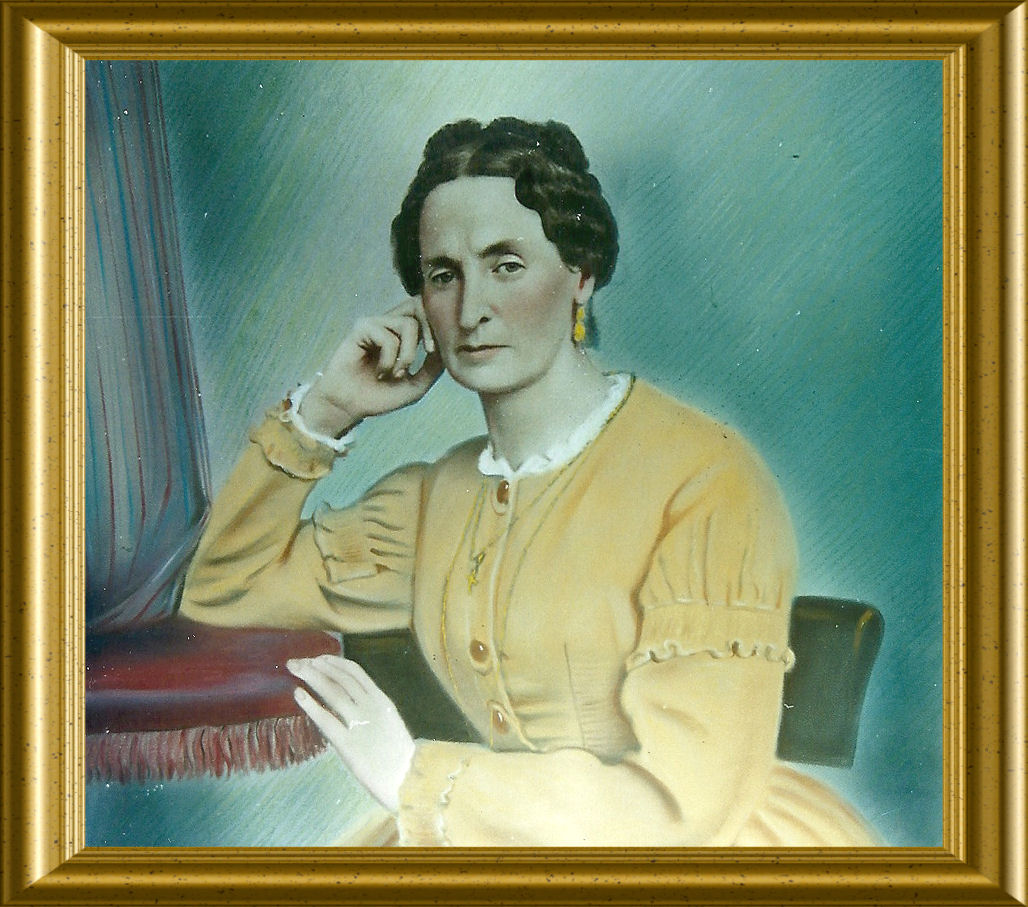
Doña Carlota Cobo de Ugarteche (1821-1900), segunda esposa del Coronel Juan Galo de Leguizamón.

### Comerciante, militar y político
Cursó sus primeros estudios en el claustro franciscano, y luego inició los de humanidades, que abandonó para dedicarse a los negocios, como comerciante mayorista para el comercio interior del país. En 1809 fue alcalde de primer voto. A fines de 1811 se incorporó al Ejército del Norte, en el escuadrón de Decididos de la Patria (según relata el general José María Paz, en sus Memorias, los "decididos" eran un grupo de jóvenes decentes, diestros y arrogantes jinetes) del coronel Apolinario Figueroa; a sus órdenes combatió con el grado de teniente graduado en las batallas de Las Piedras, Tucumán y Salta, integrados a la caballería comandada por Juan Ramón Balcarce. En esta última batalla fue seriamente herido en una pierna, por lo que volvió a sus negocios. Durante los años siguientes, hizo importantes contribuciones en dinero a las cajas del Ejército.
En 1820 tuvo un entredicho con el gobernador Güemes, a quien acusó por no preparar la defensa de la ciudad de Salta ante la proximidad de los realistas, que Leguizamón afirmaba que habían ocupado la Quebrada de Humahuaca, lo que Güemes no creía posible. Para probar su afirmación, Güemes lo envió al frente de una partida a Humahuaca, donde Leguizamón encontró efectivamente al coronel José María Valdez ("el Barbarucho"), a quien derrotó. Cuando llegó a Salta con la bandera del regimiento enemigo, Güemes lo ascendió al grado de capitán.
Participó en las últimas acciones de la Guerra Gaucha, la defensa de la provincia de Salta contra las invasiones realistas provenientes del Alto Perú. En 1822, terminadas las invasiones, el gobernador José Ignacio Gorriti lo ascendió al grado de coronel de milicias.
Durante los años siguientes se dedicó nuevamente al comercio. Había heredado un importante capital de su padre, y lo aumentó hasta llegar a poseer la fortuna más importante del noroeste argentino.
En 1823 la Asamblea electoral de Salta lo eligió Regidor y Fiel Ejecutor del Cabildo local funciones a las que renunció posteriormente. En 1829 fue alcalde de la Santa Hermandad. En 1831 fue miembro de la Sala de Representantes de Salta, y apoyó la Liga del Interior, de inspiración unitaria.
En 1833 fue juez de primera nominación y en 1834 se reincorporó al ejército provincial, como Jefe del Batallón de Cívicos, a pedido del gobernador federal Pablo Latorre. Participó en la Batalla de Castañares, que causó la caída de Latorre y permitió la autonomía de la provincia de Jujuy. Su fortuna le permitió no ser perseguido por los federales ni los unitarios, aunque de todos modos en la provincia de Salta las persecuciones políticas fueron menos sanguinarias que en otras provincias. Tuvo una participación modesta en la guerra civil de los años de la Coalición del Norte.

De estos años es la descripción que hace Ambrosio Romero Carranza, en su biografía de Félix Frías:
"El baile que resulta más concurrido y animado es el que se da en la bella y lujosa casa de los Leguizamón, situada a una cuadra del Cabildo. En el amplio salón de los altos de esta casa, entre consolas de caoba, brillantes arañas y candelabros de cristal, adornos de plata, cortinas de damasco y encaje y cuadros de próceres, luce (Félix) Frías dotes de buen bailarín. Allí, llevando entre sus brazos una beldad salteña, baila el último vals que danzará en tierra argentina. Apenas se había apagado el son de ese vals, tocado en el clavicordio de los Leguizamón, que ya suena la hora de dar la última batalla: un chasqui llega reventando caballo con la alarmante nueva de que (Manuel) Oribe, con el grueso de su ejército, acaba de invadir Tucumán" 
En 1842 fue nombrado comandante de las milicias de la provincia de Salta por el gobernador Manuel Alejandro Saravia, y conservó el cargo con su sucesor, José Manuel Saravia. Durante la segunda mitad de la década de 1840 creó una empresa de carretas para el transporte de cargas y de correos hacia Jujuy y Tucumán.
En 1853 dirigió una revolución de los unitarios contra el gobernador Miguel Arias, que era considerado un federal moderado. Por decreto de fecha 28 de julio de 1858 el presidente Urquiza lo confirmó como coronel de infantería de la Confederación Argentina, dándole el título de Guerrero de la Independencia. Fue nuevamente diputado provincial entre 1859 y 1860; aunque fue elegido como candidato de una lista federal, apoyó a su amigo el general Anselmo Rojo – importante dirigente unitario – en el gobierno provincial.
Falleció en San Miguel de Tucumán el 29 de noviembre de 1868, en casa del exgobernador Anselmo Rojo.

### Personalidad
El periodista Arturo Gambolini dijo de él:
"Poeta y soldado, comerciante y hombre de estudio tenía algo de Bayardo y Cincinato al mismo tiempo. Se lo describe como un varón impetuoso pero hidalgo y poseído de inextinguible fé en los grandes destinos de la patria." 

## Casa de Juan Galo Leguizamón
La casa de su vivienda fue construida en 1806, y está ubicada en la esquina de peatonal La Florida y Caseros, a una cuadra de la plaza 9 de julio.
Constituye uno de los más valiosos testimonios de la arquitectura doméstica de transición al siglo XIX. Ella y sus habitantes fueron testigos de la historia republicana local, la Guerra de la Independencia, el período Rosista, la Organización Nacional y el progreso en todas sus manifestaciones.
El valor del edificio no se debe solamente a su importancia histórica o por la apariencia de sus elementos individuales, sino también por la integridad de todos sus componentes, su tecnología de muros portantes de adobe, su ubicación dentro del centro salteño, la relación con los edificios patrimoniales circundantes, a lo que debe añadirse los miles de muebles y objetos con que cuenta, conformándose así un conjunto único.

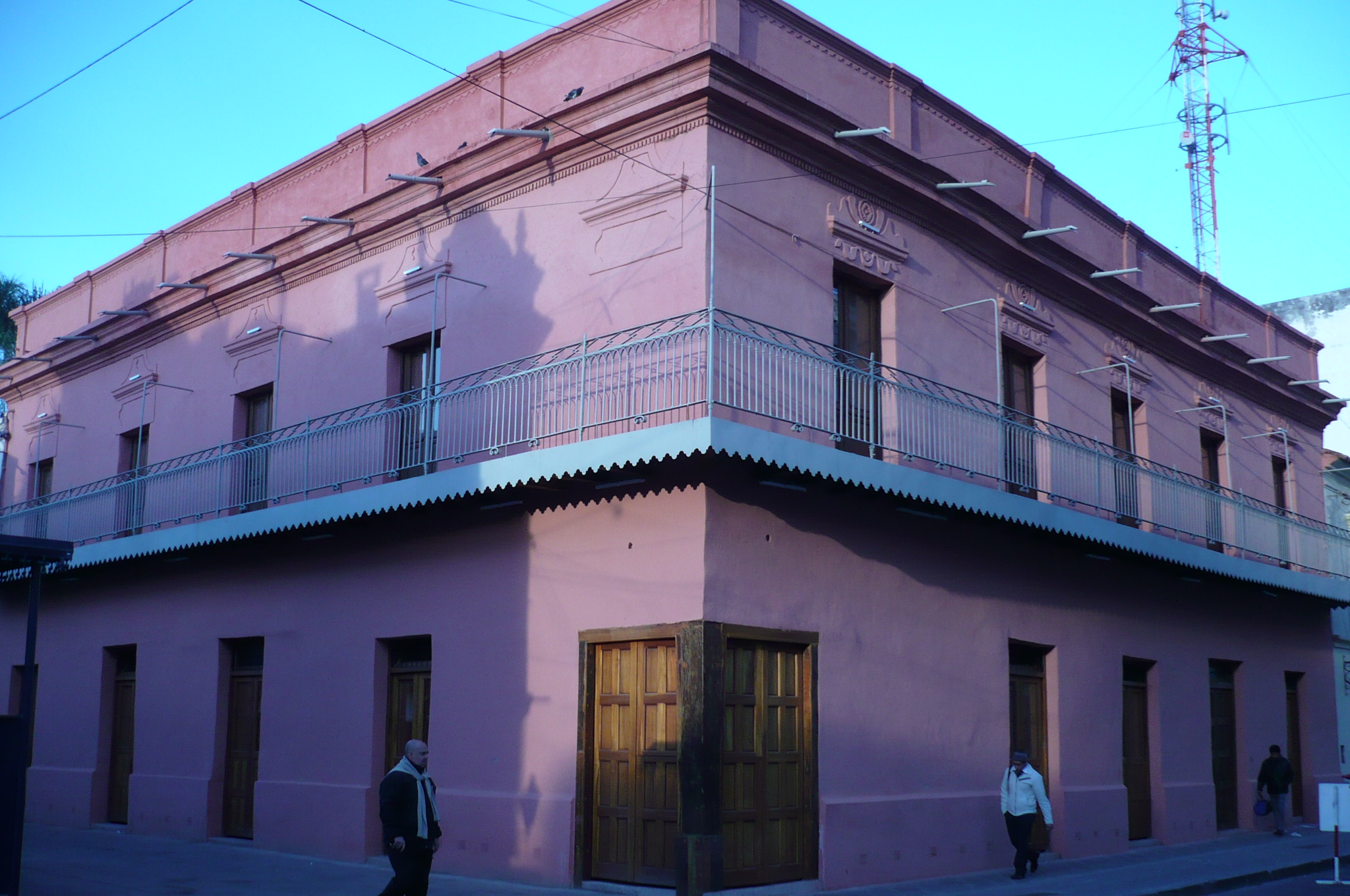
Casa edificada en 1806 por Juan Galo de Leguizamón, que en la planta baja era comercio y en los altos vivienda. Su salón era la tertulia más animada de la ciudad de Salta. Actualmente Museo Casa de Leguizamón.

En 1968, Manuel Mujica Láinez publicó un comentario sobre esta casa:
"En Salta me brindaron su acogida generosa la casa ... muy suntuosa y casi escenográfica de los Leguizamón y Palacio, donde es tal el cúmulo de muebles estupendos que el visitante debe sortearlos como a los escollos de un barroco laberinto, mientras avanza, guiado por su encantadora y elocuente dueña, hacia el comedor ..." 

### Monumento Histórico Nacional

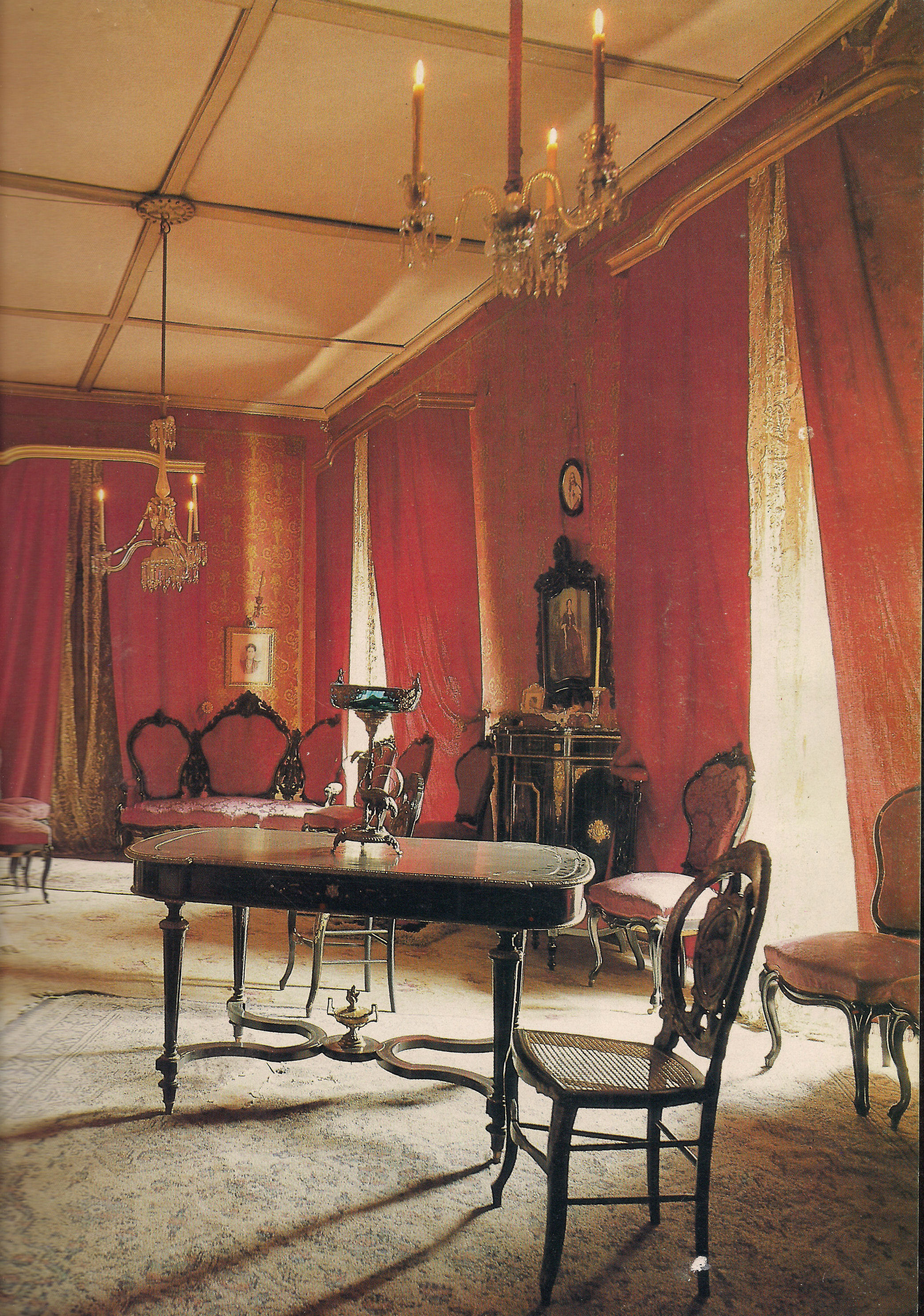
Salón original de la casa Leguizamón

Esta residencia fue declarada Monumento Histórico Nacional el 19 de julio de 1979, mediante el decreto 1739/79. 

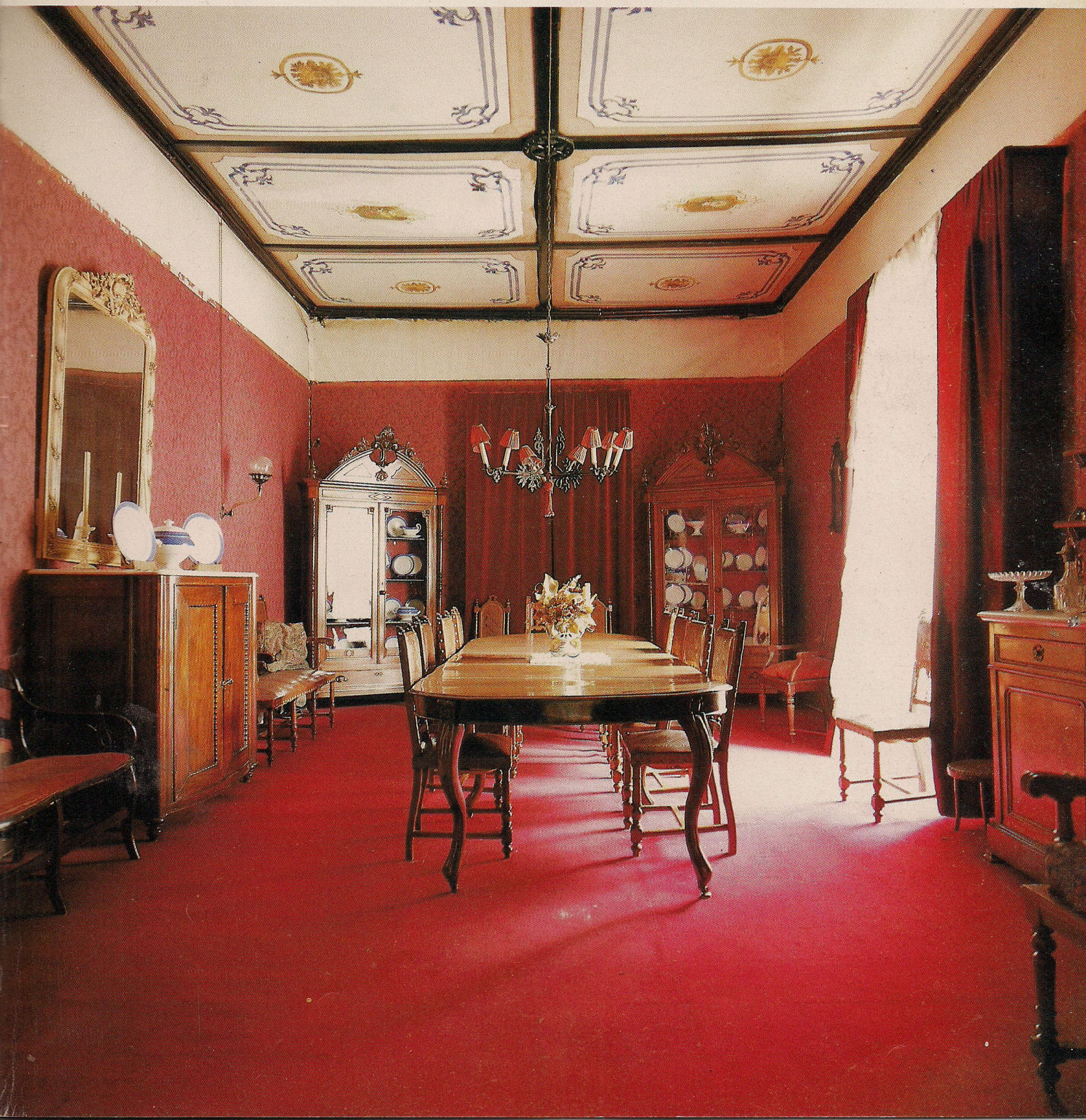
Salón comedor original del Museo Casa de Leguizamón

La Comisión Nacional de Monumentos, de Lugares y de Bienes Históricos expresa en su ficha lo siguiente:
"Fue construida entre 1806 y 1808 para don Juan Galo Leguizamón, próspero comerciante de Salta. En sus Memorias,el general José María Paz relata su asistencia a un baile en la casa donde se reunía la aristocracia salteña. Su tipología de casa de comercio en esquina, que se remonta a la época colonial, se caracteriza por ubicarse el uso comercial en planta baja, con acceso a través de una puerta doble en ángulo recto -"geminada"- y en los altos, el uso residencial. Ambas plantas se ordenan alrededor de dos patios, a los que se accede desde las dos calles. Aunque el resto del edificio evidencia intervenciones decimonónicas -como los pretiles que en la planta alta sobresalen por encima de la cornisa y ocultan el tejado- la fachada conserva rasgos virreinales: la mencionada "puerta geminada", el balcón corrido con rejas de hierro, las proporciones esbeltas y el ritmo exacto de las aberturas, sus dinteles rectos, y la sobria y casi nula ornamentación de las paredes lisas pintadas de color rosa fuerte, casi morado. Colonial es también la estructura resistente de gruesos muros de adobe, con las armaduras de madera ocultas por cielorrasos de lienzos pintados. Los dinteles, las galerías de los patios interiores y las escaleras son de madera." 
Mientras estuvo en poder de sus descendientes, por una decisión familiar respetada a ultranza, se conservaron intactos la estructura, la decoración, el mobiliario y la vajilla originales, habiendo sido un testimonio único del estilo de vida de las elites salteñas en el siglo XIX.  
Fueron siete las generaciones de la familia Leguizamón que habitaron la casa. 

### Museo Casa de Leguizamón
En 2008, dos siglos después de su construcción, se concretó su expropiación, pasando a depender de la Secretaría de Cultura de la provincia de Salta, siendo actualmente el Museo Casa de Leguizamón.